# Бікіш
Бікіш (рум. Bichiș) — село у повіті Муреш в Румунії. Адміністративний центр комуни Бікіш.
Село розташоване на відстані 266 км на північний захід від Бухареста, 40 км на південний захід від Тиргу-Муреша, 58 км на південний схід від Клуж-Напоки, 141 км на північний захід від Брашова.

## Населення
За даними перепису населення 2002 року у селі проживали 288 осіб.
Національний склад населення села:
| Національність | Кількість осіб | Відсоток |
| -------------- | -------------- | -------- |
| угорці         | 272            | 94,4%    |
| румуни         | 15             | 5,2%     |

Рідною мовою назвали:
| Мова      | Кількість осіб | Відсоток |
| --------- | -------------- | -------- |
| угорська  | 272            | 94,4%    |
| румунська | 15             | 5,2%     |